# Stylogaster tarsia
Stylogaster tarsia är en tvåvingeart som beskrevs av Camras och Parrillo 1985. Stylogaster tarsia ingår i släktet Stylogaster och familjen stekelflugor.
Artens utbredningsområde är Ecuador. Inga underarter finns listade i Catalogue of Life.